# The Reformed Outlaw
The Reformed Outlaw er en amerikansk stumfilm fra 1913 af Romaine Fielding.

## Medvirkende
- Mary Ryan
- Robyn Adair
- Jesse Robinson
- Maurice Cytron
- Minnie Frayne